# رافع بن الحارث
رافع بن الحارث بن سواد بن زيد الخزرجي الأنصاري صحابي جليل من قبيلة الخزرج من الأنصار شهد مع النبي محمد ﷺ غزوة بدر وغزوة أحد وغزوة الخندق والمشاهد كُلها. قال ابن عبد البر: «شهد رافع بن الحارث بدراً وأحداً والخندق والمشاهد كُلها مع رسول الله صلى الله عليه وسلم وتوفي في خلافة عثمان بن عفان رضي الله عنه».